# 김회성 (야구인)
김회성(金會城, 1979년 11월 3일 ~ )은 전 KBO 리그 한화 이글스의 컨디셔닝 코치이다.

## 코치 시절
2008년부터 SK 와이번스 컨디셔닝코치로 활동했다. 중간에 SK 와이번스 2군 코디네이션코치로 활동하다가 다시 1군에 복귀했고, 2015년부터는 한화 이글스의 트레이닝코치로 활동했다.

## 출신 학교
- 경기 안양초등학교
- 신성중학교
- 양명고등학교
- 단국대학교
- 단국대학교 스포츠과학 대학원